# Кубок европейских чемпионов по волейболу среди женщин 1987/1988
28-й розыгрыш Кубка европейских чемпионов по волейболу среди женщин проходил с 8 ноября 1987 по 21 февраля 1988 года с участием 22 клубных команд стран-членов Европейской конфедерации волейбола (ЕКВ). Финальный этап был проведён в Салониках (Греция). Победителем турнира впервые стала итальянская команда «Олимпия Теодора» (Равенна).

## Команды-участницы
| Страна       | Команда                            |                           |
| ------------ | ---------------------------------- | ------------------------- |
| Австрия      | «Пост» (Вена)                      | Чемпион Австрии 1987      |
| Бельгия      | «Хермес» (Остенде)                 | Чемпион Бельгии 1987      |
| Болгария     | ЦСКА «Септемврийско Знаме» (София) | Чемпион Болгарии 1987     |
| Венгрия      | «Уйпешти Дожа» (Будапешт)          | Чемпион Венгрии 1987      |
| ГДР          | «Динамо» (Берлин)                  | Чемпион ГДР 1987          |
| Греция       | «Филатлитикос» (Салоники)          | Чемпион Греции 1987       |
| Израиль      | «Хапоэль» (Бат-Ям)                 | Чемпион Израиля 1987      |
| Испания      | «Тормо-Барбера» (Хатива)           | Чемпион Испании 1987      |
| Италия       | «Олимпия Теодора» (Равенна)        | Чемпион Италии 1987       |
| Кипр         | АЭЛ (Лимасол)                      | Чемпион Кипра 1987        |
| Нидерланды   | «Аверо-Олимпус» (Снек)             | Чемпион Нидерландов 1987  |
| Польша       | «Чарни» (Слупск)                   | Чемпион Польши 1987       |
| Португалия   | «Боавишта» (Порту)                 | Чемпион Португалии 1987   |
| Румыния      | «Университатя» (Крайова)           | Чемпион Румынии 1987      |
| СССР         | «Уралочка» (Свердловск)            | Чемпион СССР 1987         |
| Турция       | «Эджзаджибаши» (Стамбул)           | Чемпион Турции 1987       |
| Франция      | «Расинг Клуб де Франс» (Париж)     | Чемпион Франции 1987      |
| ФРГ          | «Байерн-Лоххоф» (Унтершлайсхайм)   | Чемпион ФРГ 1987          |
| Чехословакия | «Руда Гвезда» (Прага)              | Чемпион Чехословакии 1987 |
| Швейцария    | «Уни» (Базель)                     | Чемпион Швейцарии 1987    |
| Швеция       | «Соллентуна» (Соллентуна)          | Чемпион Швеции 1987       |
| Югославия    | «Младост» (Загреб)                 | Чемпион Югославии 1987    |

## Система проведения розыгрыша
В турнире принимали участие чемпионы 22 стран-членов ЕКВ. Соревнования состояли из 1-го раунда, 1/8 и 1/4 финалов плей-офф и финального этапа. Напрямую в 1/8 финала получили возможность заявить своих представителей страны, команды которых в предыдущем розыгрыше выступали в четвертьфинале (Болгария, Венгрия, ГДР, Италия, СССР, ФРГ, Чехословакия), а также Польша, Турция и Югославия. Остальные участники 1/8 плей-офф определялись в ходе 1-го раунда.
Финальный этап включал предварительный раунд, полуфинал и два финала (за 3-е и 1-е места).

## 1-й раунд
8—15.11.1987
 «Уни» (Базель) —  «Тормо-Барбера» (Хатива)
8 ноября. 3:2 (6:15, 15:5, 14:16, 15:12, 15:6).
15 ноября. 3:1 (15:10, 15:5, 10:15, 15:5).
 «Расинг Клуб де Франс» (Париж) —  «Боавишта» (Порту)
8 ноября. 3:0 (15:7, 15:11, 15:10).
15 ноября. 3:0.
 «Пост» (Вена) —  «Аверо-Олимпус» (Снек)
8 ноября. 0:3.
15 ноября. 0:3.
 АЭЛ (Лимасол) —  «Университатя» (Крайова)
8 ноября. 0:3.
15 ноября. 0:3.
 «Соллентуна» —  «Хермес» (Остенде)
8 ноября. 0:3.
15 ноября. 3:0.
 «Филатлитикос» (Салоники) —  «Хапоэль» (Бат-Ям)
8 ноября. 3:0.
15 ноября. 3:1.
От участия в 1-м раунде освобождены:
| «Уралочка» (Свердловск) «Олимпия Теодора» (Равенна) «Динамо» (Берлин) «Уйпешти Дожа» (Будапешт) «Байерн-Лоххоф» (Унтершлайсхайм) | ЦСКА «Септемврийско Знаме» (София) «Руда Гвезда» (Прага) «Чарни» (Слупск) «Эджзаджибаши» (Стамбул) «Младост» (Загреб) |

## 1/8 финала
5—13.12.1987
 «Филатлитикос» (Салоники) —  «Уралочка» (Свердловск)
5 декабря. 0:3.
6 декабря. 0:3. Оба матча прошли в Салониках.
 «Олимпия Теодора» (Равенна) —  «Чарни» (Слупск)
5 декабря. 3:0.
12 декабря. 3:0.
 «Соллентуна» —  «Уйпешт Дожа» (Будапешт)
12 декабря. 3:1.
13 декабря. 1:3. Оба матча прошли в Соллентуне.
 «Динамо» (Берлин) —  «Расинг Клуб де Франс» (Париж)
5 декабря. 3:0 (15:10, 15:13, 15:6).
12 декабря. ?:?
 «Аверо-Олимпус» (Снек) —  «Университатя» (Крайова)
6 декабря. 1:3 (15:11, 11:15, 9:15, 11:15).
13 декабря. 2:3.
 «Младост» (Загреб) —  ЦСКА «Септемврийско Знаме» (София)
5 декабря. 0:3.
13 декабря. 0:3.
 «Уни» (Базель) —  «Байерн-Лоххоф» (Унтершлайсхайм)
6 декабря. 0:3 (6:15, 8:15, 12:15).
12 декабря. 0:3 (5:15, 6:15, 13:15).
 «Руда Гвезда» (Прага) —  «Эджзаджибаши» (Стамбул)
12 декабря. 3:0 (15:8, 15:13, 15:11).
13 декабря. 3:0 (15:8, 15:7, 15:10).

## Четвертьфинал
13—20.01.1988
 «Уйпешт Дожа» (Будапешт) —  «Уралочка» (Свердловск)
13 января. 0:3.
20 января. 0:3.
 «Олимпия Теодора» (Равенна) —  «Руда Гвезда» (Прага)
13 января. 3:0.
20 января. 3:2 (11:15, 15:8, 10:15, 15:12, 15:1).
 «Динамо» (Берлин) —  «Университатя» (Крайова)
13 января. 3:1.
20 января. 3:1 (14:16, 15:10, 15:11, 16:14).
 ЦСКА «Септемврийско Знаме» (София) —  «Байерн-Лоххоф» (Унтершлайсхайм)
13 января. 3:0 (15:6, 15:7, 15:6).
20 января. 0:3 (5:15, 6:15, 10:15). Общий счёт игровых очков по итогам двух матчей 66:64.

## Финальный этап
19—21 февраля 1988.  Салоники.
Участники:
 «Уралочка» (Свердловск)

 «Олимпия Теодора» (Равенна)

 «Динамо» (Берлин)

 ЦСКА «Септемврийско Знаме» (София)
Команды-участницы согласно жребию составляют пары предварительного раунда. Победитель каждой пары в полуфинале играет против проигравшего в другой. Победители полуфиналов играют в финале, проигравшие — в матче за 3-е место.

### Предварительный раунд
19 февраля
 «Уралочка» —  «Динамо» Берлин
3:0 (15:4, 15:10, 15:4)
 «Олимпия Теодора» —  ЦСКА «Септемврийско Знаме»
3:0 (15:4, 15:6, 15:2)

### Полуфинал
20 февраля
 «Уралочка» —  ЦСКА «Септемврийско Знаме»
3:0 (15:3, 15:4, 15:3)
 «Олимпия Теодора» —  «Динамо» Берлин
3:2 (12:15, 15:10, 15:7, 11:15, 15:4)

### Матч за 3-е место
21 февраля
 «Динамо» Берлин —  ЦСКА «Септемврийско Знаме»
3:0 (15:6, 15:9, 15:9)

### Финал
21 февраля
 «Олимпия Теодора» —  «Уралочка»
3:1 (7:15, 15:10, 15:9, 15:11)

### Итоги

#### Положение команд
| «Олимпия Теодора» (Равенна)           |
| «Уралочка» (Свердловск)               |
| «Динамо» (Берлин)                     |
| 4. ЦСКА «Септемврийско Знаме» (София) |

#### Призёры
«Олимпия Теодора» (Равенна): Мануэла Бенелли, Сабрина Бертини, Джина Торреальва, Лилиана Бернарди, Алессандра Дзамбетта, Винченца Прати, Фабиана Меле, Бригитта Лесаге, Даниэла Сапорити, Кристина Сапорити, Патриция Фанара. Тренер — Серджио Гуэрра.
  «Уралочка» (Свердловск). Ирина Кириллова, Светлана Кунышева, Елена Волкова, Лариса Капустина, Светлана Корытова, Инна Дашук, Ирина Смирнова, Елена Чеснокова, Валентина Огиенко, Елена Батухтина, Марина Никулина. Главный тренер — Николай Карполь.
  «Динамо» (Берлин). Инес Пианка, Катрин Лангшвагер, Хайке Йенсен, Катлин Бонат, Майке Арльт, Ариане Радфан, Констанц Радфан, Грит Науман, Сусанне Ламе. Главный тренер — Зигфрид Кёлер.